# Rodrigo Zalazar
Rodrigo Zalazar Martínez (Albacete, 12 agosto 1999) è un calciatore spagnolo naturalizzato uruguaiano, centrocampista del Braga.

## Biografia
Suo padre è l'ex calciatore José Zalazar. Suo fratello Kuki è anch'esso un calciatore.

## Caratteristiche tecniche
È un mediano.

## Carriera

### Club
Dopo avere mosso i primi passi in Spagna nell'Albacete, nel 2015 si è trasferito al Malaga, in cui milita per un anno per poi essere ceduto in prestito al San Felix.
A fine prestito fa ritorno in Andalusia, senza riuscire a esordire in prima squadra.
Il 2 luglio 2019, dopo non avere rinnovato il proprio contratto con gli andalusi, sigla un contratto quadriennale con i tedeschi dell'Eintracht Francoforte, che 3 giorni dopo lo cedono in prestito ai polacchi del Korona Kielce. Esordisce tra i professionisti (oltreché con il club) il 20 luglio seguente nel successo per 0-1 in casa del Raków Częstochowa.
Il 6 agosto 2020 viene ceduto in prestito al St. Pauli.
Il 4 agosto 2021 viene ceduto in prestito allo Schalke 04.
Il 22 marzo 2022 viene riscatto dal club.

### Nazionale
Con la nazionale Under-20 uruguaiana ha preso parte al Sudamericano Under-20 2019.
Nel settembre 2022 viene convocato per la prima volta in nazionale maggiore. Esordisce con la Celeste il 14 giugno 2023 realizzando una doppietta nell'amichevole vinta 4-1 contro il Nicaragua.

## Statistiche

### Presenze e reti nei club
Statistiche aggiornate al 29 dicembre 2024.
| Stagione          | Squadra           | Campionato        | Campionato | Campionato | Coppe nazionali | Coppe nazionali | Coppe nazionali | Coppe continentali | Coppe continentali | Coppe continentali | Altre coppe | Altre coppe | Altre coppe | Totale | Totale | Totale |
| Stagione          | Squadra           | Comp              | Pres       | Reti       | Comp            | Pres            | Reti            | Comp               | Pres               | Reti               | Comp        | Pres        | Reti        | Pres   | Reti   |        |
| ----------------- | ----------------- | ----------------- | ---------- | ---------- | --------------- | --------------- | --------------- | ------------------ | ------------------ | ------------------ | ----------- | ----------- | ----------- | ------ | ------ | ------ |
| 2019-2020         | Korona Kielce     | EK                | 8          | 0          | CP              | 1               | 0               | -                  | -                  | -                  | -           | -           | -           | 9      | 0      |        |
| 2020-2021         | St. Pauli         | 2.BL              | 34         | 6          | CG              | 1               | 0               | -                  | -                  | -                  | -           | -           | -           | 35     | 6      |        |
| 2021-2022         | Schalke 04        | 2.BL              | 30         | 6          | CG              | 2               | 1               | -                  | -                  | -                  | -           | -           | -           | 32     | 7      |        |
| 2022-2023         | Schalke 04        | BL                | 22         | 1          | CG              | 1               | 1               | -                  | -                  | -                  | -           | -           | -           | 23     | 2      |        |
| Totale Schalke 04 | Totale Schalke 04 | Totale Schalke 04 | 52         | 7          |                 | 3               | 2               |                    | -                  | -                  |             | -           | -           | 55     | 9      |        |
| 2023-2024         | Braga             | PL                | 32         | 6          | CP+CdL          | 2+4             | 2+0             | UCL+UEL            | 9+2                | 0+0                | -           | -           | -           | 49     | 8      |        |
| 2024-2025         | Braga             | PL                | 10         | 2          | CP+CdL          | 1+1             | 1+0             | UEL                | 8                  | 3                  | -           | -           | -           | 20     | 6      |        |
| Totale Braga      | Totale Braga      | Totale Braga      | 42         | 8          |                 | 8               | 3               |                    | 19                 | 3                  |             | -           | -           | 69     | 14     |        |
| Totale carriera   | Totale carriera   | Totale carriera   | 94         | 13         |                 | 5               | 2               |                    | -                  | -                  |             | -           | -           | 99     | 15     |        |

### Cronologia presenze e reti in nazionale
| Cronologia completa delle presenze e delle reti in nazionale ― Uruguay | Cronologia completa delle presenze e delle reti in nazionale ― Uruguay | Cronologia completa delle presenze e delle reti in nazionale ― Uruguay | Cronologia completa delle presenze e delle reti in nazionale ― Uruguay | Cronologia completa delle presenze e delle reti in nazionale ― Uruguay | Cronologia completa delle presenze e delle reti in nazionale ― Uruguay | Cronologia completa delle presenze e delle reti in nazionale ― Uruguay | Cronologia completa delle presenze e delle reti in nazionale ― Uruguay |
| Data                                                                   | Città                                                                  | In casa                                                                | Risultato                                                              | Ospiti                                                                 | Competizione                                                           | Reti                                                                   | Note                                                                   |
| ---------------------------------------------------------------------- | ---------------------------------------------------------------------- | ---------------------------------------------------------------------- | ---------------------------------------------------------------------- | ---------------------------------------------------------------------- | ---------------------------------------------------------------------- | ---------------------------------------------------------------------- | ---------------------------------------------------------------------- |
| 14-6-2023                                                              | Montevideo                                                             | Uruguay                                                                | 4 – 1                                                                  | Nicaragua                                                              | Amichevole                                                             | 2                                                                      | 85’                                                                    |
| 5-6-2025                                                               | Asunción                                                               | Paraguay                                                               | 2 – 0                                                                  | Uruguay                                                                | Qual. Mondiali 2026                                                    | -                                                                      | 61’                                                                    |
| Totale                                                                 |                                                                        | Presenze                                                               | 2                                                                      |                                                                        | Reti                                                                   | 2                                                                      |                                                                        |

| Cronologia completa delle presenze e delle reti in nazionale ― Uruguay under 20 | Cronologia completa delle presenze e delle reti in nazionale ― Uruguay under 20 | Cronologia completa delle presenze e delle reti in nazionale ― Uruguay under 20 | Cronologia completa delle presenze e delle reti in nazionale ― Uruguay under 20 | Cronologia completa delle presenze e delle reti in nazionale ― Uruguay under 20 | Cronologia completa delle presenze e delle reti in nazionale ― Uruguay under 20 | Cronologia completa delle presenze e delle reti in nazionale ― Uruguay under 20 | Cronologia completa delle presenze e delle reti in nazionale ― Uruguay under 20 |
| Data                                                                            | Città                                                                           | In casa                                                                         | Risultato                                                                       | Ospiti                                                                          | Competizione                                                                    | Reti                                                                            | Note                                                                            |
| ------------------------------------------------------------------------------- | ------------------------------------------------------------------------------- | ------------------------------------------------------------------------------- | ------------------------------------------------------------------------------- | ------------------------------------------------------------------------------- | ------------------------------------------------------------------------------- | ------------------------------------------------------------------------------- | ------------------------------------------------------------------------------- |
| 18-1-2019                                                                       | Talca                                                                           | Uruguay under 20                                                                | 0 – 1                                                                           | Perù under 20                                                                   | Sudamericano Sub-20 2019 - 1º turno                                             | -                                                                               | 66’                                                                             |
| 24-1-2019                                                                       | Curicó                                                                          | Uruguay under 20                                                                | 0 – 1                                                                           | Argentina under 20                                                              | Sudamericano Sub-20 2019 - 1º turno                                             | -                                                                               | 76’                                                                             |
| 26-1-2019                                                                       | Talca                                                                           | Uruguay under 20                                                                | 1 – 0                                                                           | Paraguay under 20                                                               | Sudamericano Sub-20 2019 - 1º turno                                             | -                                                                               | 86’ 90’                                                                         |
| Totale                                                                          |                                                                                 | Presenze                                                                        | 3                                                                               |                                                                                 | Reti                                                                            | 0                                                                               |                                                                                 |

## Palmarès

### Club

#### Competizioni nazionali
- Campionato tedesco di seconda divisione: 1

Schalke 04: 2021-2022
- Coppa di Lega portoghese: 1

Braga: 2023-2024